# Американский беляк
Америка́нский беля́к (лат. Lepus americanus) — млекопитающее из рода зайцев семейства зайцевых. Распространён в Северной Америке.

## Внешний вид
По систематике и биологии американский беляк имеет много сходств с зайцем-беляком Евразии. Малый беляк имеет несколько меньшие размеры: длина его тела 41—52 см. Самки обычно крупнее самцов. Пропорции тела и окраска такие же, как и у зайца-беляка. В зимнее время года мех приобретает белый окрас, за исключением ушей.

## Поведение и образ жизни
Образ жизни весьма оседлый. Суточный индивидуальный участок обычно составляет 2,5 га, у кормящих самок меньше. У самцов участок обитания значительно больше и равен сумме участков самок, покрываемых самцом. Питание во многом сходно с питанием зайца-беляка. Характер размножения также очень похож. В южных частях ареала самки приносят приплод 2—3 раза в год, при этом большинство самок даёт только два помёта (с мая по июль). В среднем, в одном помёте 3 детёныша, максимальное возможное количество приплода — 7 детёнышей. Самые крупные выводки бывают в середине лета. Беременность длится 36—40 дней. Детёныши рождаются зрячими, в шерсти, лактация длится 30—35 дней, траву зайчата начинают есть с 10—12-дневного возраста. Продолжительность жизни 7—8 лет.

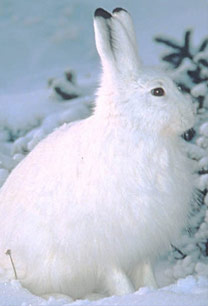
Зимний окрас

## Распространение
Американские беляки распространены в хвойных и смешанных лесах Северной Америки, на юге до Калифорнии и Аппалачей.

## Численность и хозяйственное значение
В некоторые годы американские беляки могут быть очень многочисленными — в некоторых угодьях до 10 особей на гектар. Однако их численность очень сильно меняется в разные годы. В годы массового размножения можно добыть несколько сотен американских беляков за сезон. Причины неустойчивости популяции сложны, но, по всей видимости, связаны с эпизоотиями гельминтозной и инфекционной природы, когда погибает в основном молодняк. Американских беляков добывают не только охотники-любители, но и профессионалы.

## Галерея

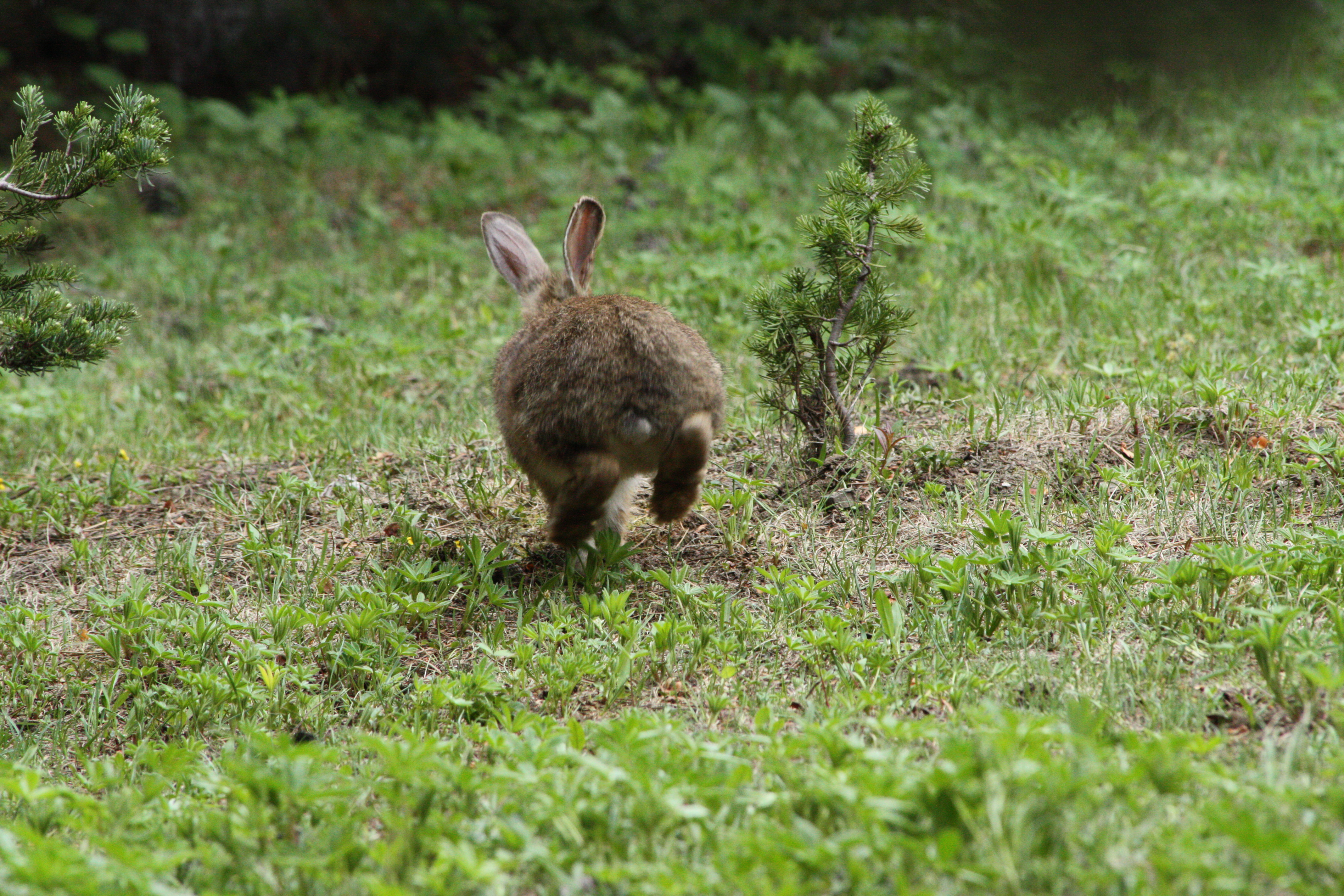
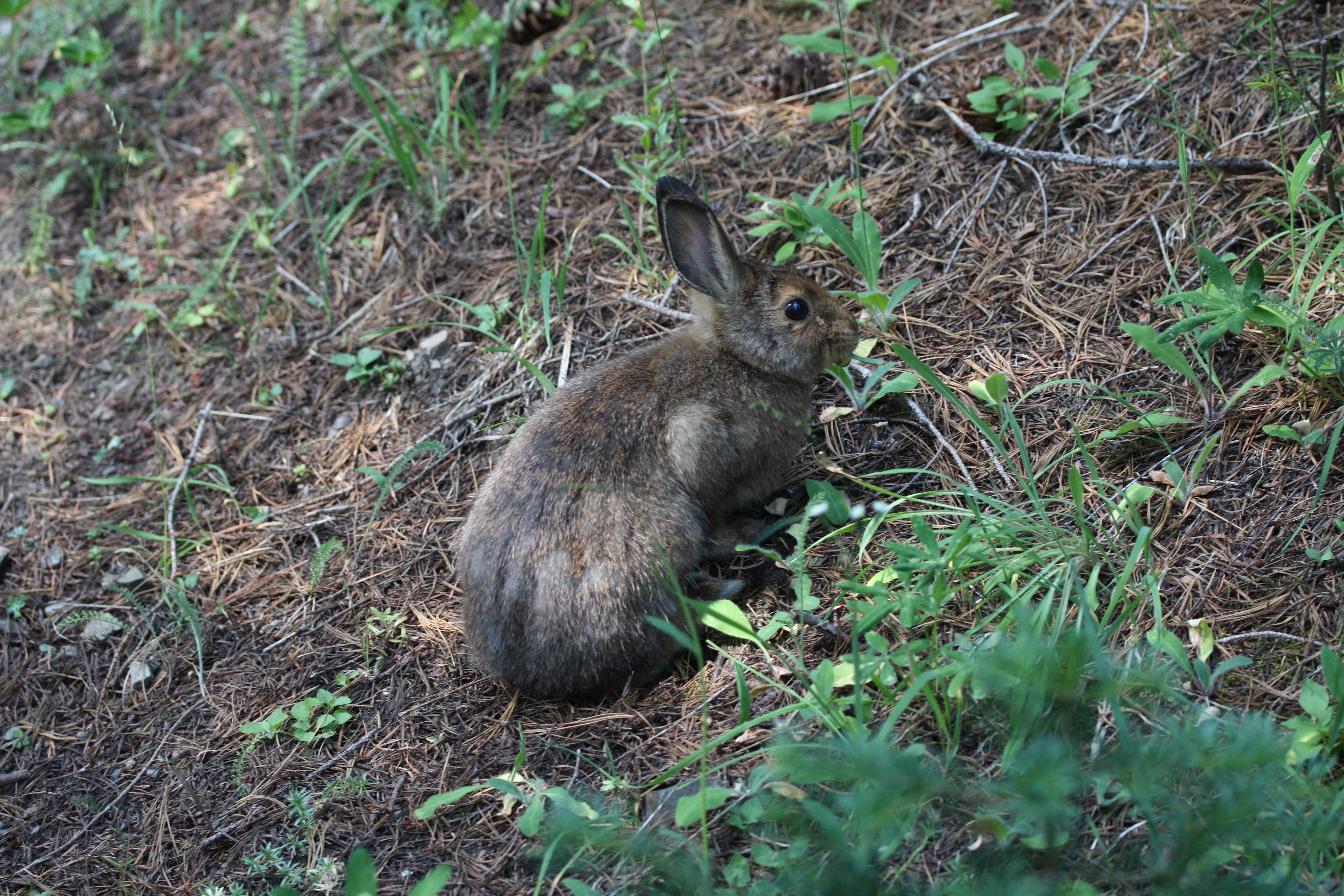
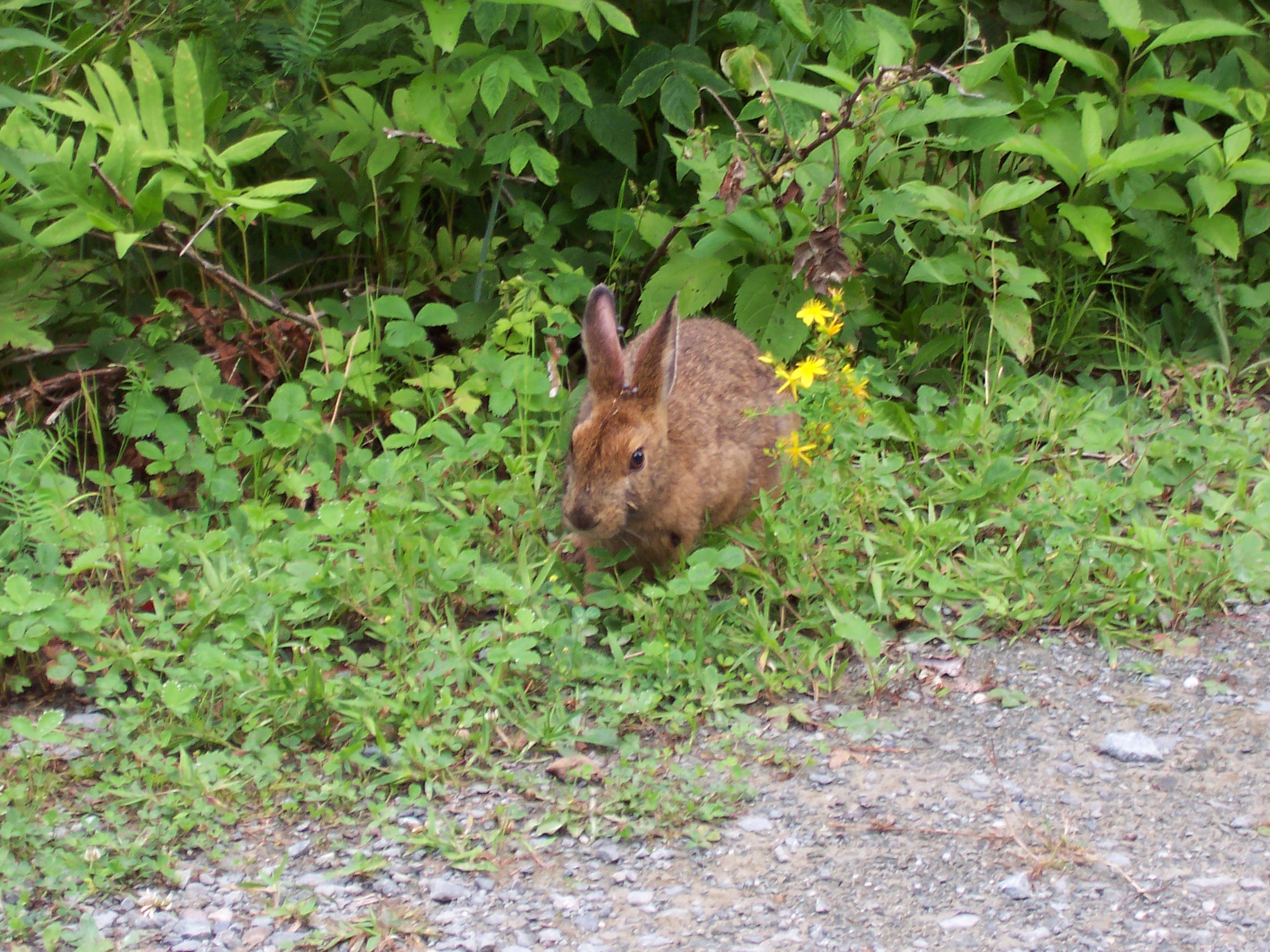